# Red Amick
Richard „Red“ Amick (* 19. Januar 1929 in Kansas City; † 16. Mai 1995 in Crystal River) war ein US-amerikanischer Autorennfahrer.

## Karriere
Red Amick startete zweimal bei den 500 Meilen von Indianapolis – gehörten von 1950 bis 1960 zur Formel-1 Weltmeisterschaft. 1959 schied er in der 45. Runde, auf einem Kurtis Kraft-500C-Offenhauser, durch einen Unfall aus. 1960, diesmal auf einem Epperly-Offenhauser, schaffte er die volle Distanz über 200 Runden und wurde als Elfter abgewinkt. Red Amick fuhr in den 1950er-Jahren in der AAA-National-Series.